# Флеммен, Андрине
Андрине Флеммен (норв. Andrine Flemmen; род. 29 декабря 1974, Молде) — норвежская горнолыжница, наиболее успешно выступавшая в гигантском слаломе. Представляла сборную Норвегии по горнолыжному спорту в 1994—2006 годах, серебряная призёрка чемпионата мира, победительница трёх этапов Кубка мира, чемпионка норвежского национального первенства, участница двух зимних Олимпийских игр.

## Биография
Андрине Флеммен родилась 29 декабря 1974 года в городе Молде губернии Мёре-ог-Ромсдал, Норвегия.
В 1993 году вошла в состав норвежской национальной сборной и выступила на чемпионате мира среди юниоров в Италии, где заняла в программе супергиганта 14 место. Начиная со следующего сезона уже соревновалась на взрослом уровне, в частности дебютировала на этапах Кубка мира и Кубка Европы.
Принимала участие в чемпионате мира 1997 года в Сестриере — в слаломе не финишировала, тогда как в гигантском слаломе закрыла десятку сильнейших.
Благодаря череде удачных выступлений удостоилась права защищать честь страны на зимних Олимпийских играх 1998 года в Нагано — в слаломе провалила первую попытку и не показала никакого результата, при этом в зачёте гигантского слалома была десятой.
Одним из самых успешных сезонов в её спортивной карьере оказался сезон 1998/99. Она впервые одержала победу на этапе Кубка мира, выиграв гигантский слалом в австрийском Зёльдене. Кроме того, побывала на мировом первенстве в Вейле, откуда привезла награду серебряного достоинства, полученную в той же дисциплине — пропустила вперёд только титулованную австрийку Александру Майснитцер. Также была близка здесь к попаданию в число призёров в слаломе, оказавшись в итоге четвёртой.
В 2001 году на чемпионате мира в Санкт-Антоне заняла в гигантском слаломе 12 место.
Находясь в числе лидеров горнолыжной команды Норвегии, благополучно прошла отбор на Олимпийские игры 2002 года в Солт-Лейк-Сити — стартовала исключительно в программе слалома, в первой же попытке сошла с дистанции.
На мировом первенстве 2003 года в Санкт-Морице финишировала в гигантском слаломе девятой.
Впоследствии оставалась действующей спортсменкой вплоть до 2006 года. В течение своей долгой спортивной карьеры Флеммен в общей сложности 11 раз поднималась на подиум Кубка мира, в том числе имеет в послужном списке три золотые медали, три серебряные и пять бронзовых. Ей так и не удалось завоевать Хрустальный глобус, но дважды она была третьей, в гигантском слаломе и комбинации. Наивысшая позиция в общем зачёте всех дисциплин — девятое место. Является, помимо всего прочего, чемпионкой Норвегии по горнолыжному спорту.